# Mariensäule (Kelheim)

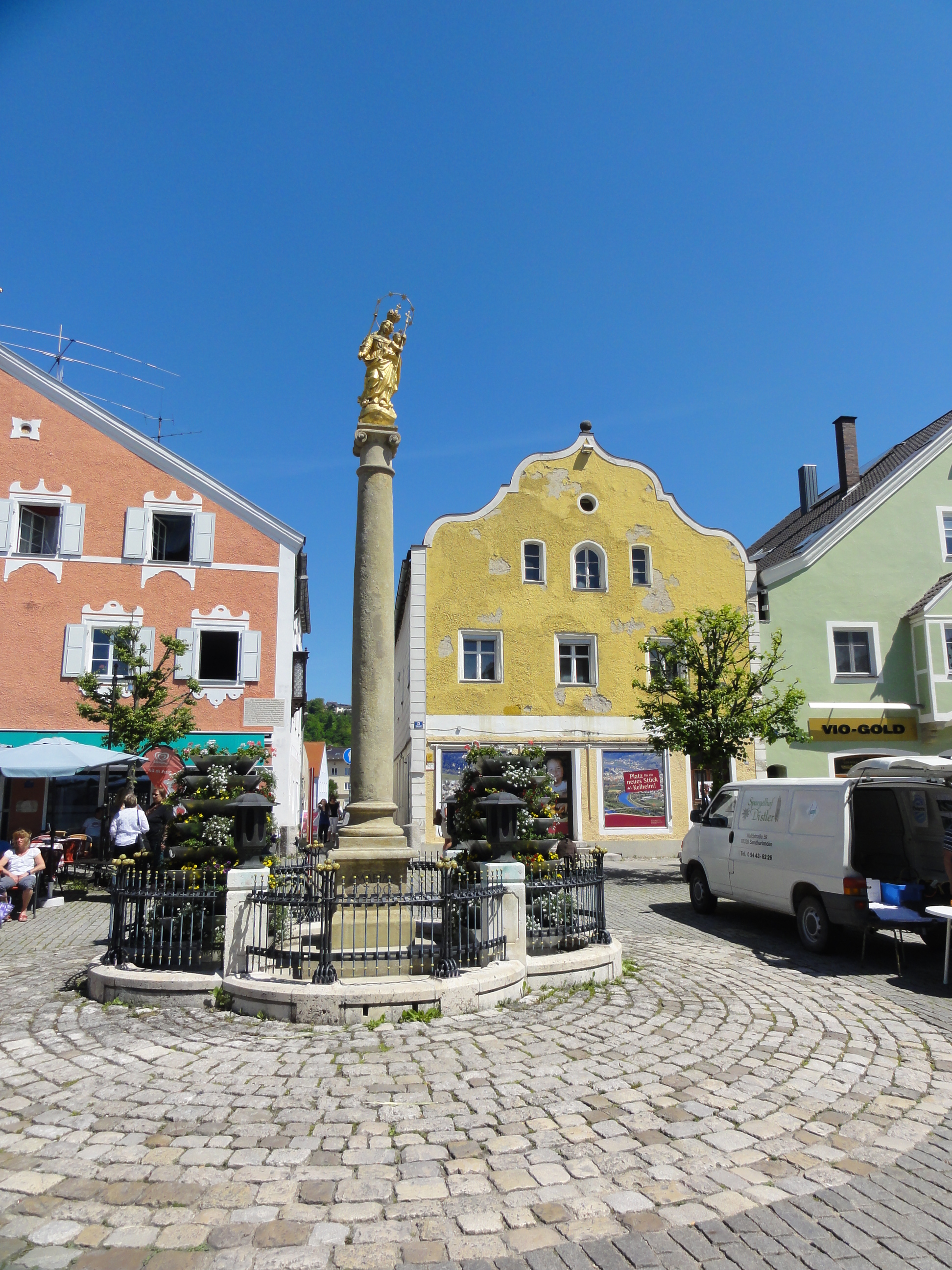
Mariensäule in Kelheim

Die Mariensäule in Kelheim, einer Stadt im niederbayerischen Landkreis Kelheim, wurde 1700 errichtet. Die Mariensäule am Ludwigsplatz ist ein geschütztes Baudenkmal.
Die vergoldete, barocke Madonnenfigur steht auf einer hohen Steinsäule mit Postament. Maria trägt das Jesuskind auf dem linken Arm; in der rechten Hand hält sie ein Zepter.
Maria steht auf der Mondsichel und ihr Haupt mit Krone wird von einem Sternenkranz umgeben, entsprechend der Offenbarung des Johannes (Offb, 12,1–5 ).

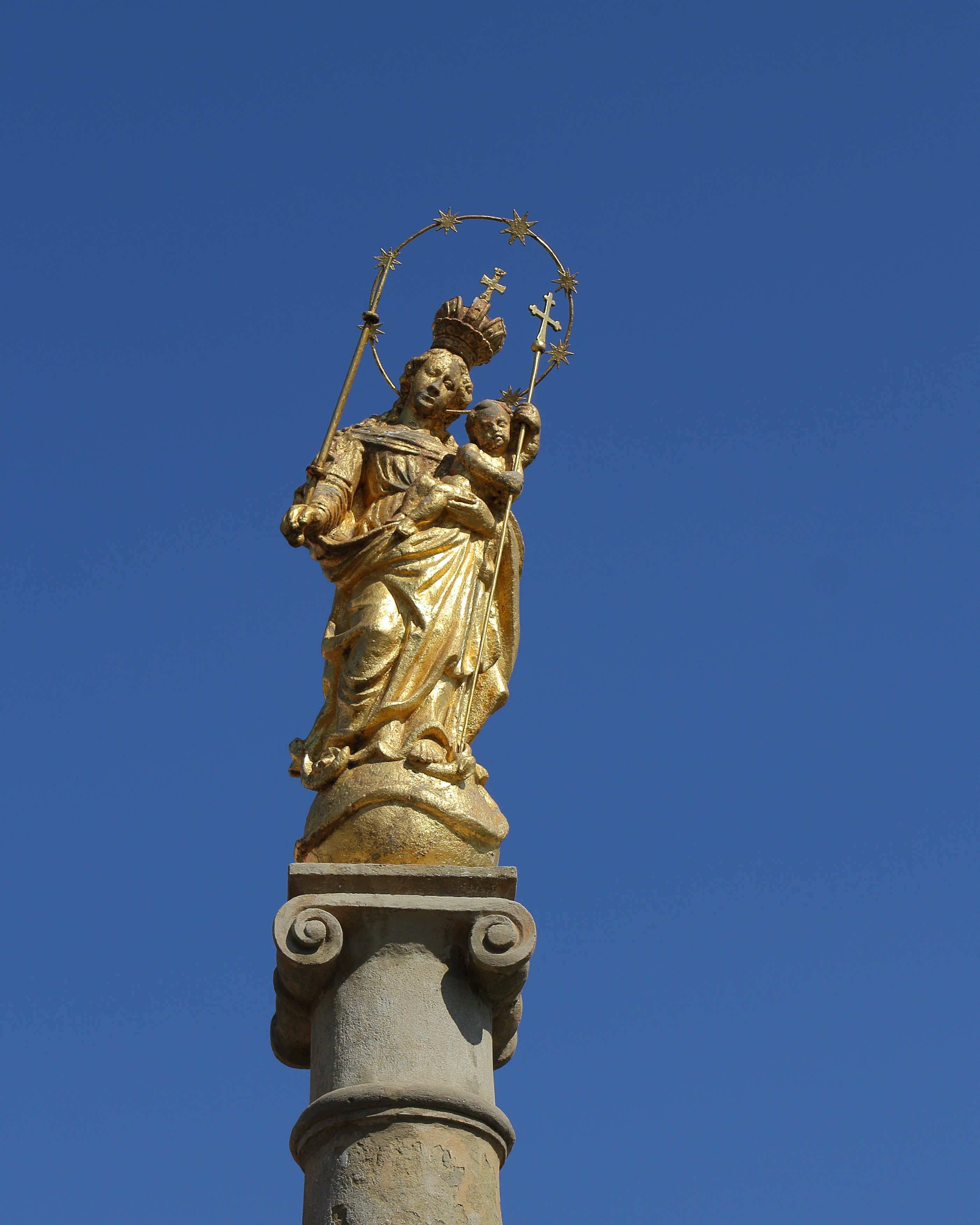
Madonna mit Kind

Die Mariensäule ist von einem Eisenzaun auf einem Steinfundament umgeben.